# Джентълмен
Джентълмен (произход на латински: gentilis gentilis, когнат на френски: gentilhomme; на испански: hombre gentil и на италиански: gentiluomo) в оригиналното си значение означава човек (мъж) от добра фамилия, със знатен, аристократичен или дворянски произход. Значението на думата се сформира по времето на викторианската епоха. С течение на времето значението на думата се променя и започва да означава образован, интелигентен и възпитан мъж, облечен елегантно, с изискан говор и маниери. Други негови качества са точността и това, че държи на думата си. По подразбиране джентълменът има достатъчно богатство, за да разполага със свободно време, което да отдава на любимите си занимания. Също така се подразбира, че джентълменът знае как да се държи с жените уважително и галантно. Женският вариант на думата джентълмен е дама или лейди.